# Pipar City
Pipar City è una suddivisione dell'India, classificata come municipality, di 32.733 abitanti, situata nel distretto di Jodhpur, nello stato federato del Rajasthan. In base al numero di abitanti la città rientra nella classe III (da 20.000 a 49.999 persone).

## Geografia fisica
La città è situata a 26° 25' 13 N e 73° 32' 29 E.

## Società

### Evoluzione demografica
Al censimento del 2001 la popolazione di Pipar City assommava a 32.733 persone, delle quali 16.915 maschi e 15.818 femmine. I bambini di età inferiore o uguale ai sei anni assommavano a 5.874, dei quali 3.084 maschi e 2.790 femmine. Infine, coloro che erano in grado di saper almeno leggere e scrivere erano 16.999, dei quali 11.234 maschi e 5.765 femmine.